# Bjelaj
Bjelaj je naseljeno mjesto u općini Bosanski Petrovac, Federacija Bosne i Hercegovine, BiH.

## Zemljopis
Po ovom naselju ime je dobilo malo krško polje - Bjelajsko polje. Mjesto je smješteno na predjelu gdje se iz Bjelajskog polja uzdiže planina Čava (dio Osječenice). Udaljeno je 3km od ceste Bosanski Petrovac - Bihać. Jedino tu postoji izvor pitke vode na cijelom području polja, pa je kao takav iskorišten za vodovod kojim se opskrbljuju i okolna sela.
Za stanovnike petrovačkog područja naziv Bjelaj se odnosi na sva naselja na južnoj strani Bjelajskog polja (Busije, Cimeše, Bjelajski Vaganac).

## Povijest
Stari grad Bjelaj se prvi put spominje 1495., kada je blagajnik kralja Vladislava II zabilježio, da je isplatio Gašparu Perušiću (viceban Hrvatske) svotu od 30 forinti „za očuvanje njegova grada Belaja" (egregio Caspar Perusyth pro conservatione castri sui Belay dati sunt 30 fl.). Očito se je tada radilo о obrani grada Bjelaja u tadanjoj županiji Pset. Deset godina poslije, naime 1505. držala je taj grad zajedno sa Sokolom i Ripčem knjeginja Beatrica Frankopan, udova bana Ivaniša Korvina, te je u njezino ime svim trim gradovima upravljao kaštelan Dujam Orlovčić. Grad je ime dobio po bjelini kojom se isticao iznad Bjelajskog polja. 
Grad ima dva dijela: južni srednjovjekovni i sjeverni osmanski koji se međusobno razlikuju po načinu gradnje. Po osvajanju Jajca 1528., osmanske čete su produžile prema Bihaću, ali ih je pod Bjelajem potukla vojska bana Ivana Karlovića i braće Vuka i Krste Frankopana.
Ipak, u periodu 1530. – 1537. Bjelaj je pao pod osmansku vlast. Pripao je bosanskom sandžaku, vilajetu i kadiluku Neretva. Već 1540. godine spominje se nahija Bjelaj, a nešto kasnije kao nahija Bjelaj - Blagaj. Ubrzo potpada pod kadiluk Kamengrad koji se spominje kao kadiluk i u bosanskom i u kliškom sandžaku. Od 1562. je priključen u kadiluk Novosel koji je u kliškom sandžaku. U gradu Bjelaju je bila stalna posada pod zapovjedništvom dizdara. Od 1592. grad je u sastavu bihaćke kapetanije a u 18. stoljeću u sastavu petrovačke kapetanije. Dana 19. srpnja 1737. ovdje je poražen dio austrijske vojske. Zapovjednik bosanskih četa bio je Alibeg Omerpašić koji je u toj borbi i poginuo.
Moćna i ugledna begovska krajiška porodica u prvoj polovini vladanja Osmanlija, Ibrahimpašići, nazvani su po Ibrahim-paši, Deli-Muratovom sinu. U Bjelaju je sve do sredine 20. stoljeća postojalo turbe Deli-Murata, koje se nalazilo na oko 50 m od kule Ibrahimpašića u tom mjestu. Deli-Muratov sin, Ibrahim, koji je rođen u vrijeme kada mu je otac poginuo i koga je školovala Porta, izgradio je Ripač, podigao džamiju koja se zvala Ibrahim-pašina džamija, a posjede je dobio u Lici (oko Lapca), zatim u Bihaću, Ripču, Bjelaju i oko današnjeg Bosanskog Petrovca. Kasnije se kao rodonačelnik javlja Bećir-beg iz Bjelaja (1760. – 1791). Početkom 20. stoljeća ova begovska porodica spadala je u red onih kod koje nije bilo predstavnika s izrazito velikim zemljišnim posjedima. Imali su posjede u Vranovini, Vođenici, Vedrom Polju, Driniću, a u Bjelaju im je posjed iznosio 752 dunuma.
Prva osnovna škola u mjestu je izgrađena od drveta i podigle su je poznate dobrotvorke Mis Irbi i Džonstonova. Poslije je škola pregrađena pa je taj drugi dio služio kao kapela uz koju je prigrađen zvonik. Na mjestu dotrajale kapele izgrađen je 1925. današnji hram sv. Georgija. 1996. hram je devastiran i obnovljen 2006.
Drugi svjetski rat su Muslimani iz Bjelaja proveli u izbjeglištvu. Prethodno su bez borbe razoružali ustaše, preuzeli vlast i predali je ustanicima.
U Bjelaju je 1922. rođen Mahmut Ibrahimpašić Mašo, narodni heroj Jugoslavije. Bio je politički komesar 5. krajiške (kozarske) brigade i na toj dužnosti je poginuo 19. oktobra 1944. u borbama za oslobođenje Beograda. Već je u studenom proglašen narodnim herojem, među prvim partizanskim borcima i jedini sa šireg područja Bjelaja.
Ovdje je 1923. rođen i poznati dječji pisac Ahmet Hromadžić čija su djela ušla u školsku lektiru nekih europskih zemalja. Dobitnik je velikog broja književnih nagrada, a kao urednik u izdavačkom preduzeću "Veselin Masleša" osnivač je dječje biblioteke "Lastavica".

## Stanovništvo

### 1991.
Nacionalni sastav stanovništva 1991. godine, bio je sljedeći:
ukupno: 187
- Muslimani - 176
- Srbi - 5
- Jugoslaveni - 6

### 2013.
Nacionalni sastav stanovništva 2013. godine, bio je sljedeći:
ukupno: 96
- Bošnjaci - 94
- ostali, neopredijeljeni i nepoznato - 2

## Gospodarstvo
Zbog krškog zemljišta zemljoradnja i stočarstvo su na niskom nivou. Sredinom 20. stoljeća bilo je počelo površinsko kopanje boksitne rude, ali je zbog neisplativosti rudnik brzo zatvoren.

## Vanjske poveznice
- Satelitska snimka  Arhivirana inačica izvorne stranice od 14. veljače 2021. (Wayback Machine)